# Edhem pascha
Edhem pascha, född 1851, död 1909, var en turkisk militär.
Edhem pascha deltog i kriget mot Serbien 1876 och som överste och brigadchef med utmärkelse i 1877-78 års krig års krig, där han sårades i slaget vid Plevna. Utnämnd till fältmarskalk 1897, blev Edhem pascha överbefälhavare över de turkiska stridskrafterna i grek-turkiska kriget samma år och besegrade grekerina i slagen vid Farsalos (1897) och Domokos. Efter fredsslutet var han 1897-98 generalguvernör på Kreta och hade 1903 överbefälet under oroligheterna i Albanien.

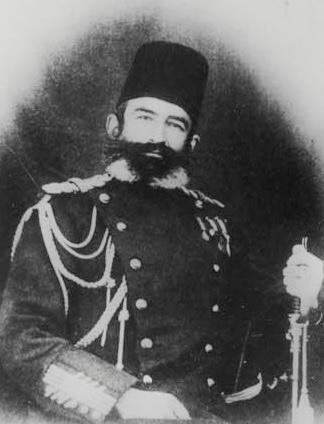
Edhem pascha

## Fotnoter
1. ↑  GAZİ EDHEM PAŞA (på turkiska), läs online, läst: 26 maj 2023.[källa från Wikidata]